# Aglaophamus australiensis
Aglaophamus australiensis är en ringmaskart som först beskrevs av Fauchald 1965.  Aglaophamus australiensis ingår i släktet Aglaophamus och familjen Nephtyidae. Inga underarter finns listade i Catalogue of Life.